# عسربيات
عسربيات (الاسم العلمي: Chrysochloridae) هي فصيلة، في رتيبة Chrysochloridea ‏، وضع التسمية العلمية  جون إدوارد غراي، وذلك في  1825.

## أصنوفات
الأصنوفات الأدنى لهذا الكائن:
- كود سباركل
- تحديث القائمة

فُصيلة:عسربانيات 
اسم علمي: Chrysochlorinae

فُصيلة:Amblysominae 
اسم علمي: Amblysominae

جنس:Bematiscus 
اسم علمي: Bematiscus

جنس:Huetia 
اسم علمي: Huetia

جنس:Namachloris 
اسم علمي: Namachloris

جنس:Proamblysomus 
اسم علمي: Proamblysomus

جنس:Prochrysochloris 
اسم علمي: Prochrysochloris